# Вітківці
Віткі́вці — село в Україні, у Кам'янець-Подільському районі Хмельницької області.

## Назва
Історично зафіксовано назви «Войтківці», «Відковці». Місцеві легенди про назву села розповідають:
Легенда перша
| | \| На тому місці, де зараз розташоване село Вітківці, були колись верболози і зарості. А навпроти за Збручем було село. Страшний був пан у тому селі, жорстоко знущався він над селянами. Селяни не витримували наруги — розбіглися хто-куди. Одні далеко в інші села, інші в ліси, а брати Войти втекли у верболози на цю сторону Збруча. На цьому місці, де зараз село і збудували вони свої перші помешкання. З тих пір люди починають оселятися в цих місцях. А село дістало назву Войтівці (за прізвищем братів Войтів). \| |
| На тому місці, де зараз розташоване село Вітківці, були колись верболози і зарості. А навпроти за Збручем було село. Страшний був пан у тому селі, жорстоко знущався він над селянами. Селяни не витримували наруги — розбіглися хто-куди. Одні далеко в інші села, інші в ліси, а брати Войти втекли у верболози на цю сторону Збруча. На цьому місці, де зараз село і збудували вони свої перші помешкання. З тих пір люди починають оселятися в цих місцях. А село дістало назву Войтівці (за прізвищем братів Войтів). | |

Легенда друга
| | \| Колись давно, коли ще не існувало нашого села, було невеличке поселення в лісі Явин, над Збручем. На це поселення напали кочові племена татар. Люди розбіглися хто-куди. Жінка Віта з своїм сином втекла у верболози (де зараз село Вітківці). Тут вона розклала свій курінь. За нею почали селитися тут люди. А село дістало легендарну назву Вітківці від імені Віти, першої його жительки. \| |
| Колись давно, коли ще не існувало нашого села, було невеличке поселення в лісі Явин, над Збручем. На це поселення напали кочові племена татар. Люди розбіглися хто-куди. Жінка Віта з своїм сином втекла у верболози (де зараз село Вітківці). Тут вона розклала свій курінь. За нею почали селитися тут люди. А село дістало легендарну назву Вітківці від імені Віти, першої його жительки. | |

## Географія
Подільське село Вітківці розташоване в південно-західній частині України, на півострові, на лівому березі річки Збруч, за 28 кілометрів автодорогами від міста Кам'янець-Подільський. На іншому березі річки межує зі селами Боришківці та Вигода.

### Клімат
Для села характерний помірно континентальний клімат. Вітківці розташовані у «теплому Поділлі», тут весна настає на 2 тижні раніше. Але діяльність людини досить часто призводить до екоциду, поганих змін та глобального потепління. Рівень наповнення річок водою по області становить лише 20 % від необхідного стандарту, значна частина земної поверхні стає посушливою. Для покращення ситуації варто було б проводити ревайлдинг, відновлювати екосистеми та лісові насадження.

## Історія
Перша згадка про село в 1460 році.
Сільський піп згадується в 1542, 1565, 1583 роках.
Сільська церква Здвиження збудована в 1708 році – з хмизу, обліплена глиною зовні та всередині, побілена. Всередині – низький восьмигранний купол. В 1805 році збудована нова кам’яна одноверха церква, крита гонтою. Дзвіниця збудована окремо в 1841 році.
Внаслідок поразки визвольних змагань на початку XX століття, село надовго окуповане російсько-більшовицькими загарбниками. У селі проходив кордон до 1939 року по річці Збруч, так з 1 листопада 1926 по 1 листопада 1927 польські прикордонники затримали 9509 перебіжчиків із радянської сторони, люди тікали від радянських репресій, у зворотному напрямку, за той же період 745 осіб.
Радянська окупація принесла колективізацію та розкуркулення, мешканці села зазнали репресій.
Під час Голодомору 1932—1933 років Осип Ільків, рятуючи від голоду, забрав усю свою сім'ю (дружину, матір, двоє дітей) під прикриттям нічних завірюх та морозів добрався до Збруча, нелегально перетнувши совіцький кордон, добрався до села Мозолівка (нині Підгаєцький район). Коли почався голод, усе більше людей намагалося втекти на правий берег річки Збруч. А там місцеві священники закликали селян збирати продукти для голодуючих з лівого берега.
Після завершення Другої світової війни у 1946—1947 роках село вчергове пережило голодомор.
З 1991 року в складі незалежної України.
8 вересня 2017 року шляхом об'єднання сільських рад, село увійшло до складу Жванецької сільської громади.
07 листопада 2023 року селі Вітківці парафія церкви Воздвиження Хреста Господнього перейшла з Московського патріархату в Православну Церкву України. Вперше, в місцевій церкві пролунала молитва українською мовою.

## Населення
Населення становить 203 осіб.

### Мова
У селі поширені західноподільська говірка та південноподільська говірка, що відносяться до подільського говору, який належить до південно-західного наріччя.
100 % населення вказало своєю рідною мовою українську мову за даними перепису 2001 року.

## Релігія
- Церква Хресто-Воздвиженська (ПЦУ)

## Охорона природи
Село лежить у межах національного природного парку «Подільські Товтри».

### Геологічні пам'ятки
За 3 км нижче села Вітківці на лівому березі річки Збруч є об'єкт, цікавий для туризму — травертинова скеля з водоспадом.

## Відомі люди
- Іванюк Сергій — український військовий 68-ої окремої єгерської бригади.[5]
- Бондаренко Руслан — український військовий.[6]

## Галерея

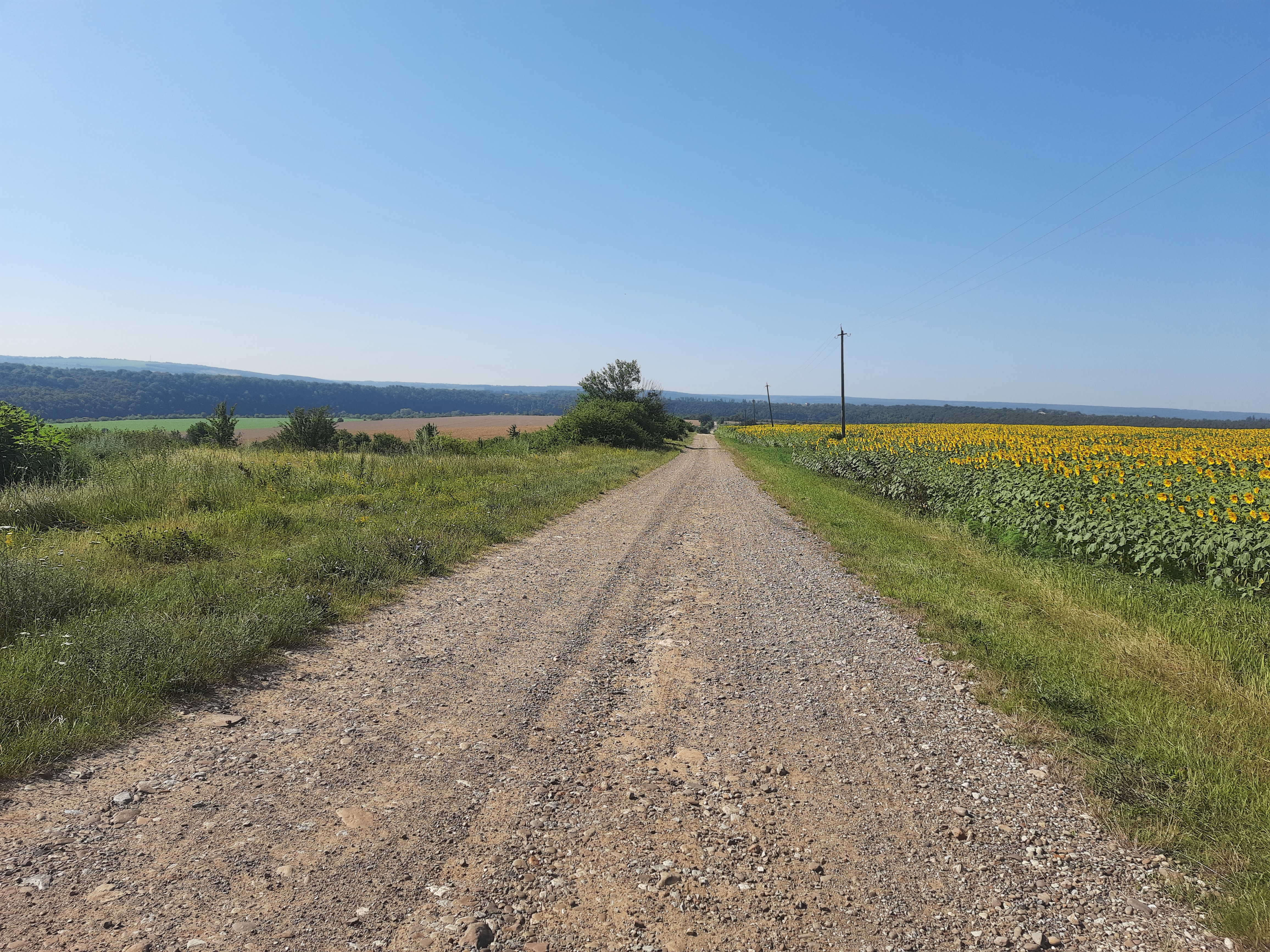
Дорога на село
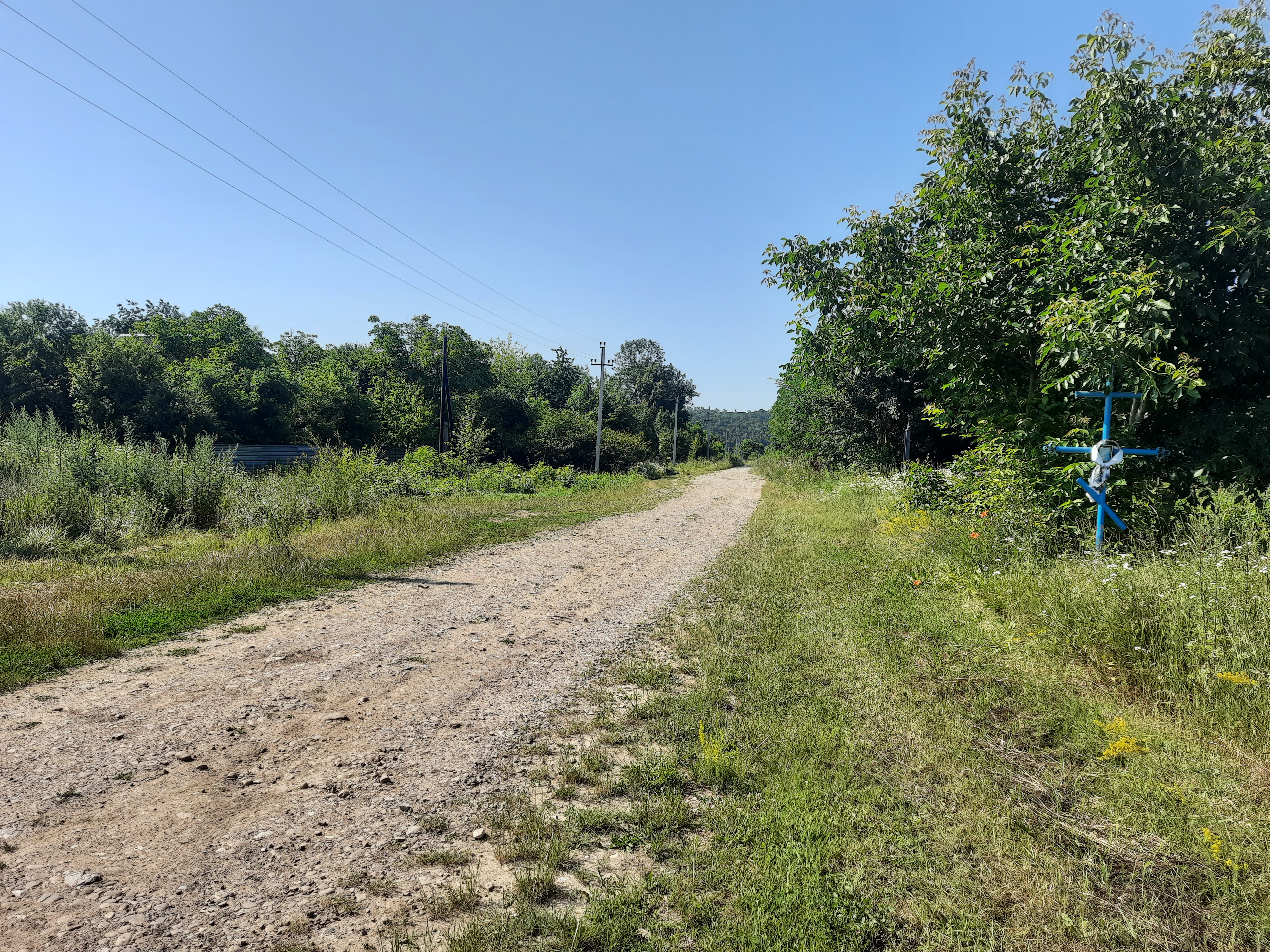
В'їзд у село
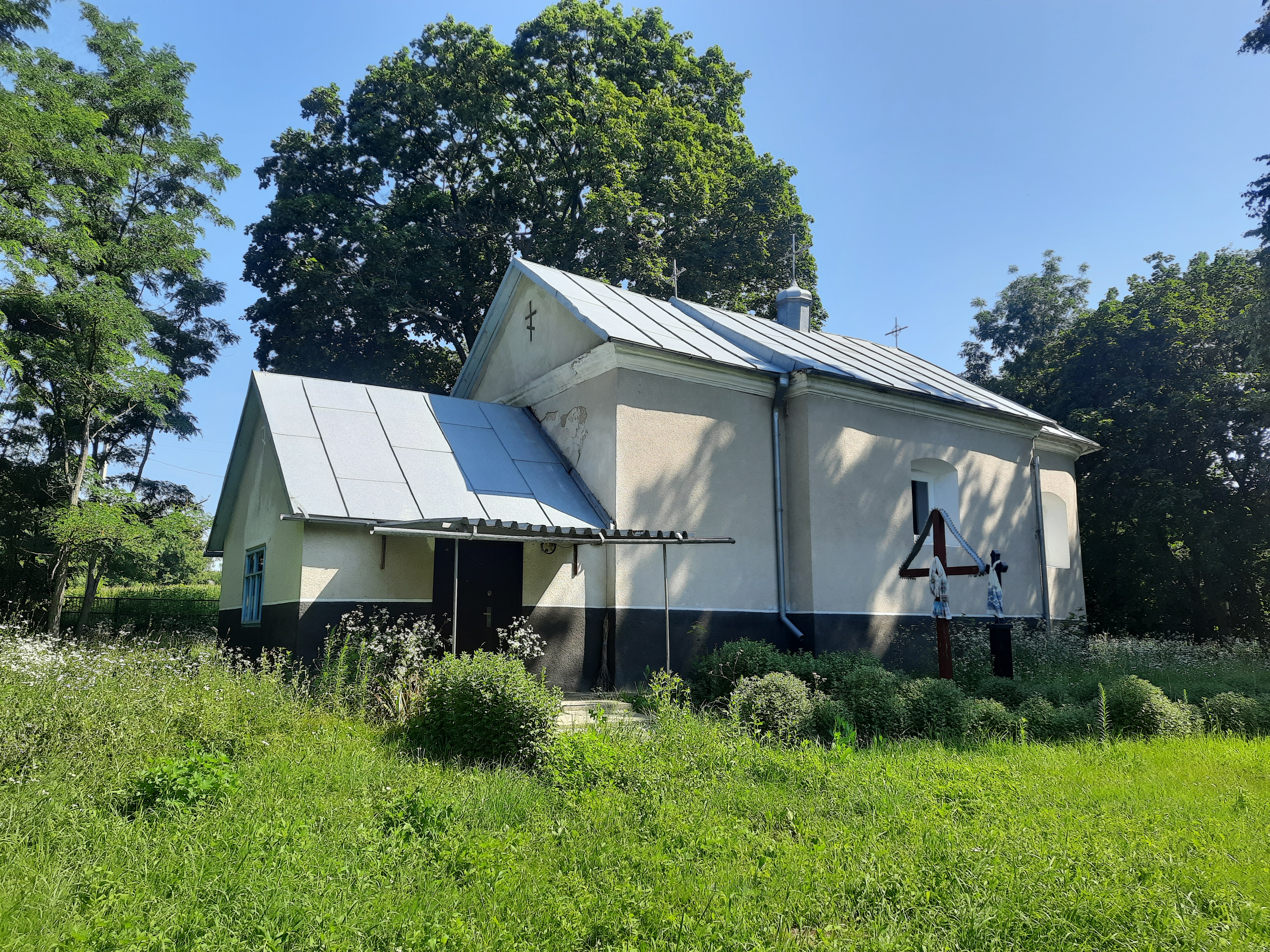
Хресто-Воздвиженська церква
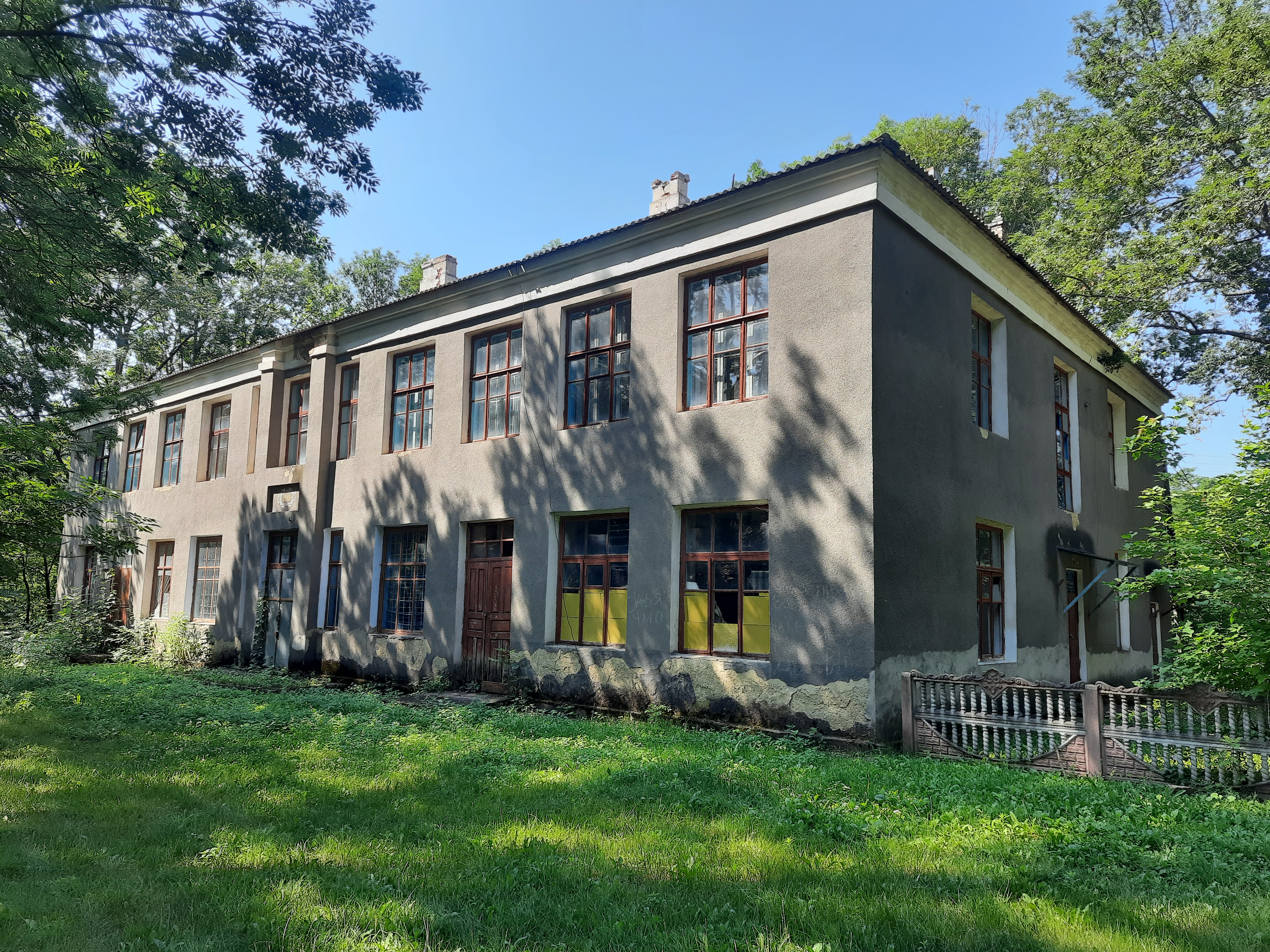
В цій будівлі була школа, клуб, крамниця.
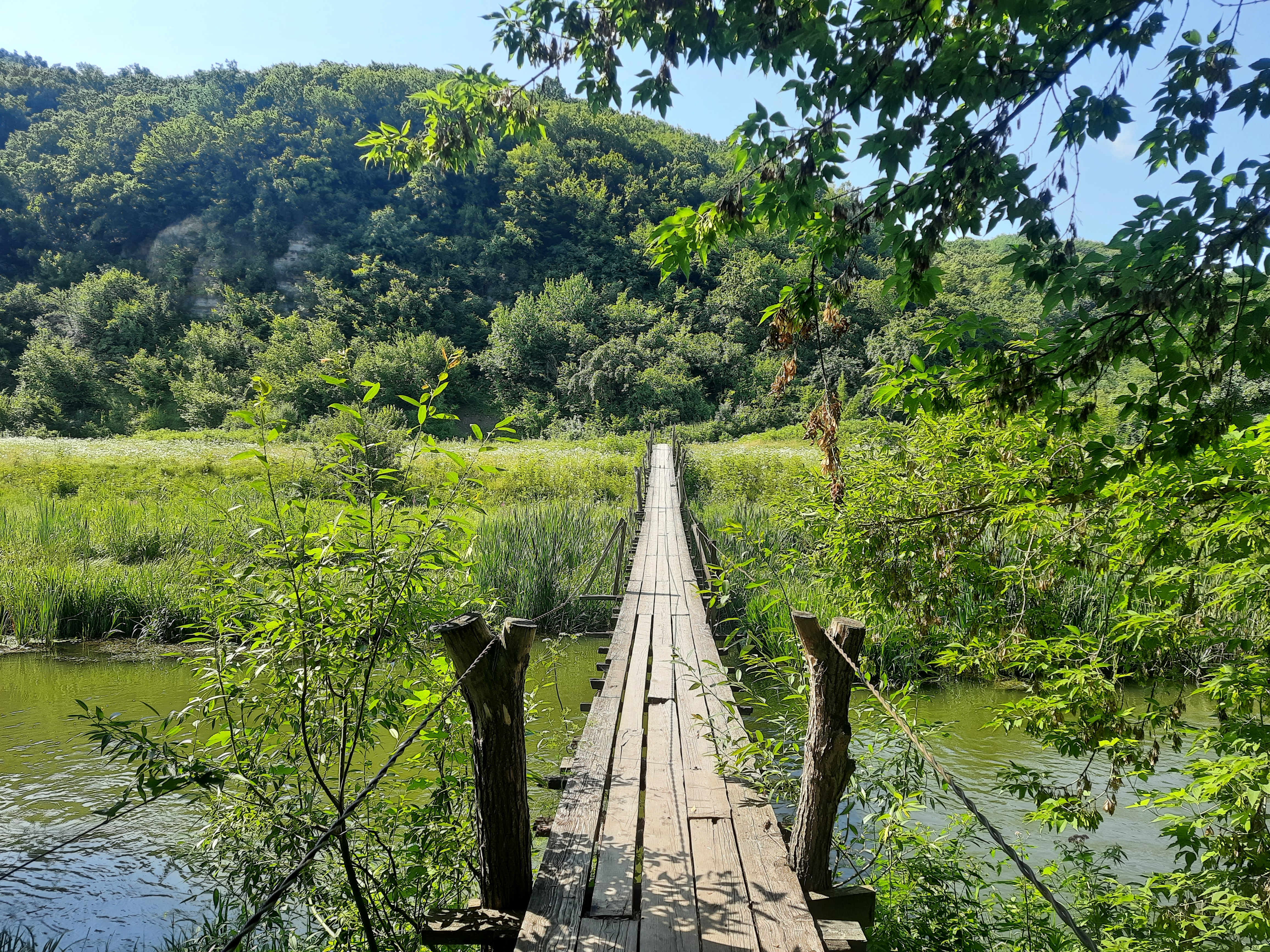
Кладка через Збруч
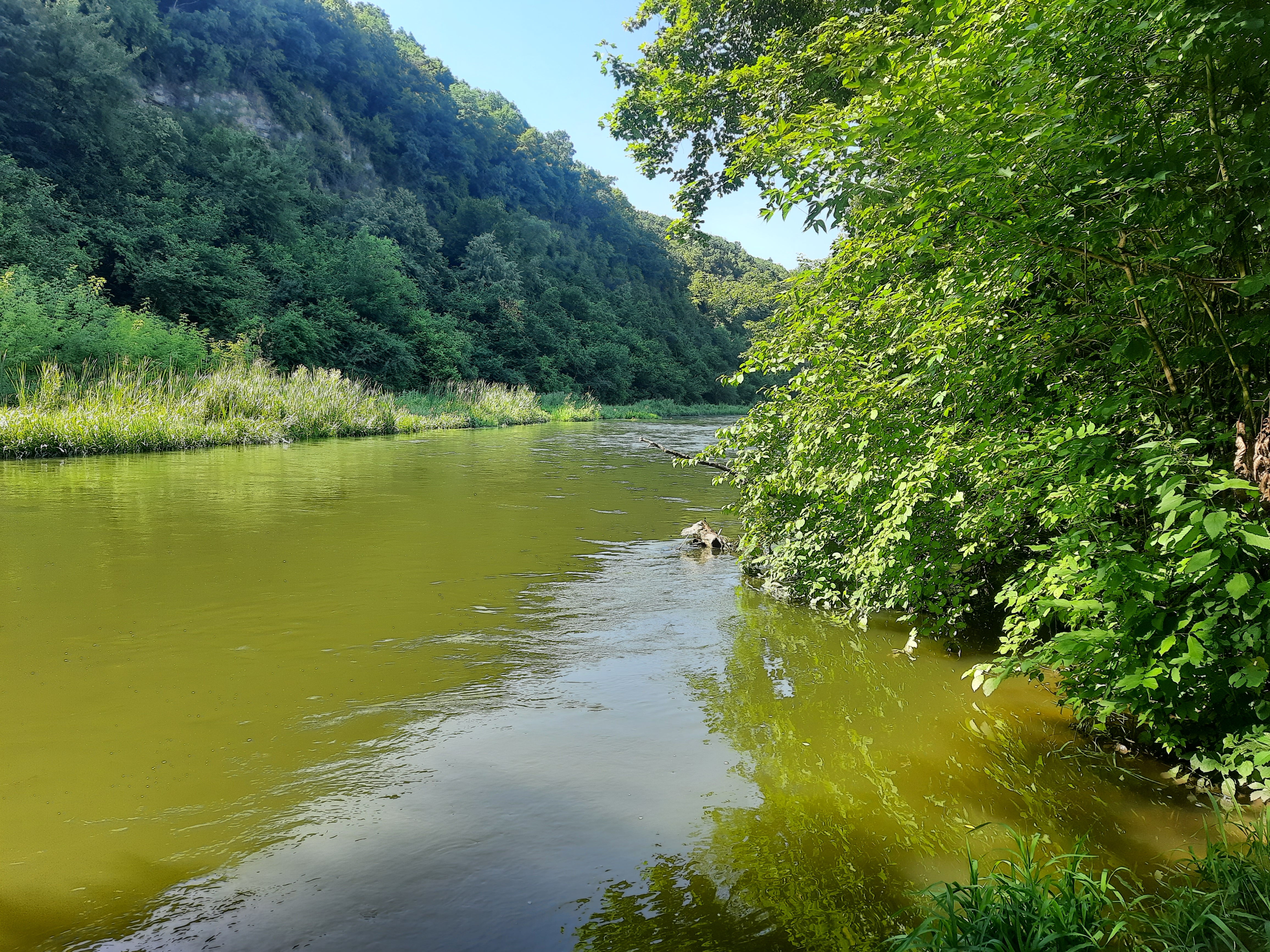
Збруч біля ВІтківців